# Неукенский собор
Собор Пресвятой Девы Марии Заступницы (исп. Catedral Maria Auxiliadora) — католический собор в центре Неукена, у площади Ремесленников, где продаются местные ремесленные изделия. 
Освящение церкви состоялось 1950 году. Храм в плане представляет собой латинский крест. Неоштукатуренный кирпичный фасад с колокольней и розой над входом с двумя боковыми башенками оформлен в духе эклектики с неоготическими и неороманскими элементами. Возведённая церковь стала главным элементом ансамбля приходских зданий, включающего также построенное в 1907 году здание часовни в неоклассическом стиле, приспособленное под лавку религиозной литературы.
После образования в 1961 году Неукенской епархии, выделенной из епархии Вьедмы, церковь получила статус кафедрального собора. В соборе похоронен Хаиме дэ Неварес, первый епископ провинции Неукен.